# 海瑞罢官
《海瑞罷官》是1959年4月北京市副市長吳晗根據中國共產黨中央委員會主席毛澤東號召學習明朝大臣海瑞「直言敢諫」精神而寫成的一齣京劇。1965年姚文元对此剧的批判《评新编历史剧〈海瑞罢官〉》揭開了文化大革命的序幕。

## 背景
中共中央主席毛泽东在1959年4月上海会议上提倡学习海瑞精神，要党内高级干部为了党的事业敢于讲话，不要怕这怕那。两个月后吴晗发表《海瑞骂皇帝》一文响应毛的呼吁。之后又发表文章《海瑞罢官》。
同年7月，在庐山会议上，因为中華人民共和國元帥彭德懷对当时的左倾做法有意见，给毛写信，被毛批判，吴晗也指责彭是“假海瑞”。

## 剧本发表
1960年北京京劇團（現在的北京京劇院）馬連良邀请吴晗创作京剧剧本《海瑞罢官》。同年底，本劇完成之後，交給馬連良、裘盛戎、李多奎主演，馬連良饰演海瑞。琴師是李慕良。《海瑞罷官》的內容是海瑞因為不畏权贵徐阶，平反冤狱、退还民田而被罷官下獄，受到廣大群眾的歡迎。毛泽东曾经赠送亲笔签名的《毛泽东选集》给吴晗，以示对其作品的认可。毛泽东还因为此剧的演出成功邀请马连良一起用餐。

## 批判
1959年，刘少奇出任中国国家主席。在1964年底的中央工作会议上，毛泽东与刘的分歧公开化。毛泽东酝酿打击刘少奇在党内的势力，决心从中共北京市市委开始，因为北京市市委被毛认为是“针插不进，水泼不进”，即被刘少奇、彭真彻底掌控。
毛的夫人江青于1965年在上海的长期停留，在当时中共上海市委第一书记柯庆施的安排下，由张春桥與姚文元协助其工作。江青、张春桥、姚文元正是日后文化大革命中举足轻重的“四人帮”的三人。
1965年11月10日，上海《文汇报》發表姚文元的《评新编历史剧〈海瑞罢官〉》一文，此后又于当年11月30日被全国性的《人民日报》转载。此文斥责《海瑞罷官》反党反社会主义，“并不是芬芳的香花，而是一株毒草”。，並指它影射了“彭德懷事件”。由于该剧之前的地位以及作者吴晗北京市副市长的身份，这篇文章的出现在中国共产党及中国各阶层引起了轩然大波，将许多学术问题、历史问题提升到了阶级斗争的高度。一般认为这篇剧评事实上揭开了文化大革命的序幕。
批判、撤免吳晗的目的是攻击吳晗的上司彭真，彭真是刘少奇的支持者。打倒彭真，就可以攻击刘少奇在党内的地位与支持。

## 相关作品
相关题材的作品还有周信芳、许思言合编，1959年上演的戏曲《海瑞上疏》。周也因此在文革期间受到迫害。

## 外部連結
- .   [2016-08-01]. （原始内容存档于2019-04-10）.